# Pseudopaludicola pusilla
Pseudopaludicola pusilla är en groddjursart som först beskrevs av Alexander Grant Ruthven 1916.  Pseudopaludicola pusilla ingår i släktet Pseudopaludicola och familjen Leiuperidae. IUCN kategoriserar arten globalt som livskraftig. Inga underarter finns listade i Catalogue of Life.